# Willow Springs (Illinois)
Willow Springs é uma aldeia localizada no estado americano de Illinois, no Condado de Cook.

## Demografia
Segundo o censo americano de 2000, a sua população era de 5027 habitantes.
Em 2006, foi estimada uma população de 5963, um aumento de 936 (18.6%).

## Geografia
De acordo com o United States Census Bureau tem uma área de 10,3 km², dos quais 10,0 km² cobertos por terra e 0,3 km² cobertos por água.

## Localidades na vizinhança
O diagrama seguinte representa as localidades num raio de 8 km ao redor de Willow Springs.